# Phức hợp tiền khởi đầu phiên mã

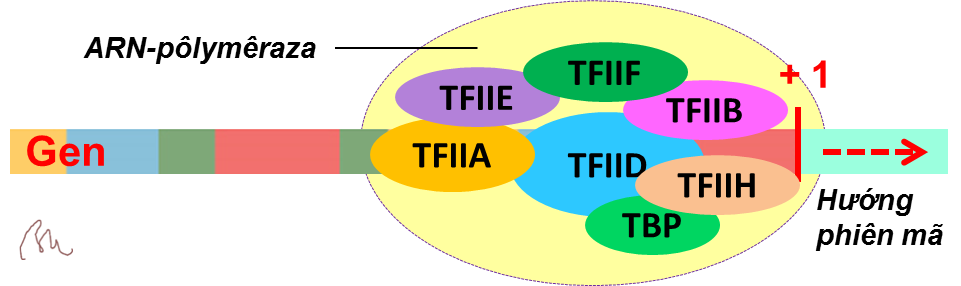
Hình 1: Các thành phần chính của PIC (phức hợp tiền khởi đầu phiên mã).

Phức hợp tiền khởi đầu phiên mã là tập hợp các phần tử cần thiết giúp cho quá trình phiên mã ở sinh vật nhân thực xảy ra được, nhờ đó enzym RNA-pôlymêraza mới có thể tổng hợp ra RNA từ khuôn của gen trên DNA., 
Thuật ngữ này dịch từ tiếng Anh transcription pre-initiation complex (phát âm Quốc tế: /ˌtrænˈskrɪpʃən priɪˌnɪʃiˈeɪʃən kɑmplɛks/) dùng để chỉ một tập hợp nhiều phần tử khác nhau, chủ yếu là các phân tử prôtêin khác loại, liên kết với nhau, trợ giúp cho RNA-pôlymêraza có thể bám vào vùng khởi động (promoter) của gen, từ đó mới có thể phiên mã được và chuyển đổi trình tự các đêôxyribônuclêôtit ở mạch khuôn của DNA thành trình tự các ribônuclêôtit của RNA theo nguyên tắc bổ sung.
Trong các tài liệu về sinh hoá học và sinh học phân tử, thuật ngữ tiếng Anh nói trên thường được viết tắt là PIC (phiên âm Quốc tế: /pɪk/), lấy ở cụm từ "Pre-Initiation Complex".

## Vai trò

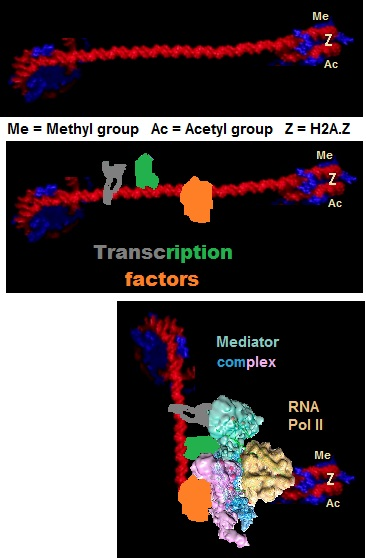
Hình 2: Một số bước đầu trong hình thành và thành phần của PIC.

- Enzym RNA-pôlymêraza có đầy đủ khả năng tổng hợp RNA, nhưng lại không thể nhận ra vùng khởi động (promoter) nên phải có những nhân tố giúp nó nhận ra vùng này và "khởi động" nó trước khi tiến hành phiên mã (xem thêm ở mục "Tổng quan" của trang Phiên mã nhân thực). Quá trình này diễn ra ra trước giai đoạn khởi đầu phiên mã, nên gọi là tiền khởi đầu và tập hợp các phần tử hay nhân tố (factor) này gọi là PIC như trên đã giới thiệu. Vì vậy, hoạt động của phức hợp PIC quyết định phiên mã có diễn ra được hay không.
- Do ở sinh vật nhân thực có ba loại RNA-pôlymêraza chủ yếu (là Pol I, Pol II và Pol III), nên không có PIC chung cho mọi loại RNA-pôlymêraza. Ngoài ra, mỗi loại PIC ở các loài sinh vật khác nhau thì luôn khác nhau. Mặc dù cấu trúc và hoạt động của các loại PIC đã được nghiên cứu kĩ lưỡng, nhưng vẫn còn một số chi tiết chưa thật rõ và phức tạp đối với người ít am hiểu chuyên môn này. Bởi thế, chuyên đề này chỉ giới thiệu tổng quan về PIC (phức hợp tiền khởi đầu phiên mã) cho hoạt động của RNA-pôlymêraza II (Pol II), gọi tắt là PIC II, quyết định sự tạo thành RNA thông tin (mRNA), từ đó prôtêin mới được hình thành.
- PIC nói chung có vai trò quan trọng trong quá trình biểu hiện gen. Đối với PIC II, nó tạo ra một phức hợp hình cầu như quả bóng tý hon, luồn vào khe hở của  Pol II (RNA-pôlymêraza II) ở khoảng vị trí của hộp TATA trên gen (hình 2), nhờ đó Pol II mới bắt đầu tiến hành xúc tác được quá trình rất quan trọng này cho mọi tế bào sống.[2]

## Thành phần
- Mỗi PIC II là một tập hợp các yếu tố phiên mã chung (GTF), gồm khoảng hàng chục đến hàng trăm phân tử, đã được nghiên cứu kỹ qua kính hiển vi điện tử.[2]
- Ở nấm Saccharomyces cerevisiae, các thành phần chủ yếu của tập hợp này gồm 32 prôtêin, với khối lượng khoảng 1,5 megaDalton và lõi trung gian (Mediator) có độ phân giải danh nghĩa 4,7 Å và 5,8 Å.  Các yếu tố phiên mã (transcription factors, viết tắt là TF) gồm các loại kí hiệu là TFIIB, -D, -E, -F và -H.[2][4]
- Ngoài ra còn cần có enzym kinase giúp việc "mở" promoter của gen cần phiên mã và quá trình phosphoryl hóa của Pol II do các nhân tố khác tham gia. Tiểu đơn vị TFIIH - Ssl2 (tương đồng với XPB của người) định vị ở vùng hạ lưu của gen cần phiên nhờ cấu trúc xoắn ốc 'E-bridge' ở TFIIE.[5]
- Các nhân tố khác như nhân tố kích hoạt (activator) v.v.[6]

## Hoạt động
PIC được "lắp ráp" ở vùng khởi động (promoter) mà điểm trung tâm là hộp TATA (hình 3). Sự lắp ráp này diễn ra theo các bước chính như sau:
1. TBP đặc hiệu của Pol II là loại prôtêin liên kết hộp TATA gắn vào vùng khởi động ở hộp TATA. Loại TBP này là một tiểu đơn vị của "yếu tố phiên mã II D" (TFIID). TBP này nhận biết được trình tự TATA... trên vùng khởi động của gen, liên kết vào vị trí, nhờ đó, TFIID được "kết nạp" thành đơn vị duy nhất (hình 4).
2. Đơn vị TFIID (lúc này gồm cả TBP) tương tác với TFIIA và cả TFIIB, nhờ đó "kết nạp" cả hai đơn vị này vào phức hợp đang lắp ráp ở vùng khởi động (hình 5).
3. TFIIB tương tác với Pol II và tương tác với TFIIF giúp cho Pol II và TFIIF "gia nhập" cấu trúc đang được tổ chức này ở vùng khởi động. Sau đó TFIIE khi đã tham gia vào phức hợp sẽ "lôi kéo" TFIIH có hoạt tính kinase, nó phôtphoryl hoá Pol II ở CTD, và hoạt động hêlicaza dãn xoắn và tách mạch gen tại vùng khởi động. Đồng thời, nó cũng "kết nạp" các prôtêin sửa chữa trong phiên mã. Lúc này các đơn vị trên tạo thành một hình cầu tý hon gọi là "quả bóng phiên mã" (hình 6).
4. PIc nằm trong lòng của Pol II (hình 1), từ đó tương tác với Pol II, giúp nó khởi đầu quá trình tổng hợp RNA (giai đoạn 1: khởi đầu phiên mã).

Sau khi tổng hợp được một oligô-ribônuclêôtit (khoảng 10 b), thì PIC đã có thể "giải tán", còn Pol II tự nó thoát khỏi vùng khởi động cũng như PIC để phiên mã nốt đoạn còn lại của gen, diễn ra giai đoạn kéo dài và kết thúc tương tự như phiên mã nhân sơ.

Có thể xem chi tiết hơn về vấn đề này ở trang Phiên mã nhân thực.

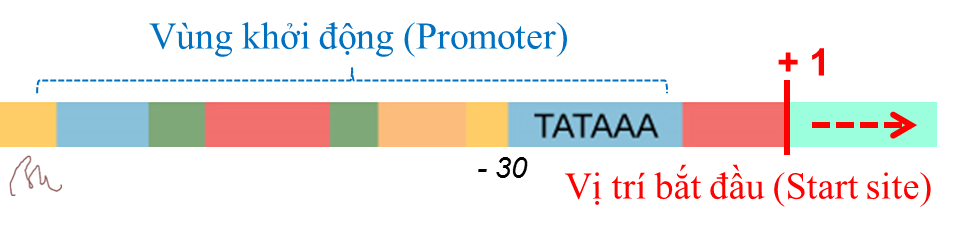
Hình 3: Vị trí lắp ráp PIC ở vùng khởi động.
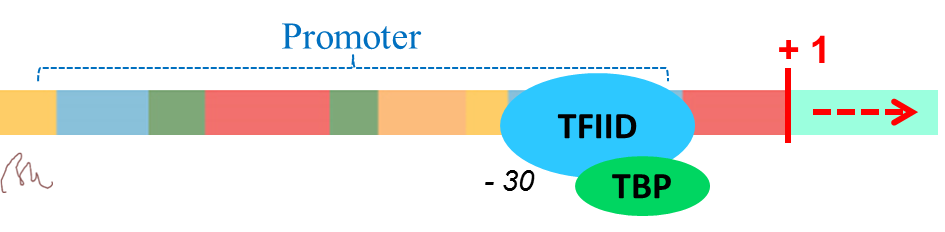
Hình 4: Hai "thành viên" đầu tiên của PIC ở hộp TATA.
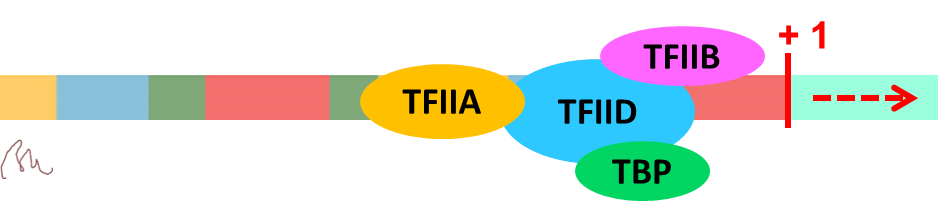
Hình 5: Hai "thành viên" tiếp theo được "lôi kéo" gia nhập phức hợp.
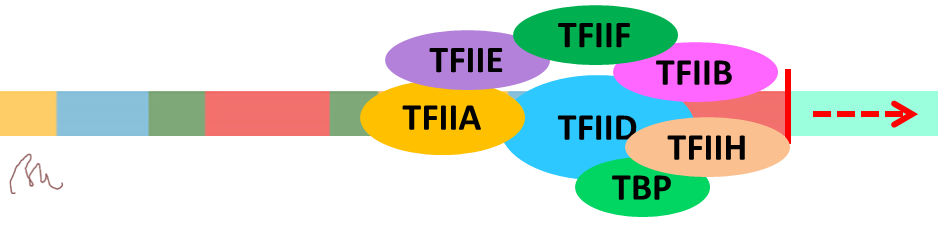
Hình 6: Các "thành viên" chủ chốt đã hội nhập đủ, tạo thành "bóng phiên mã".
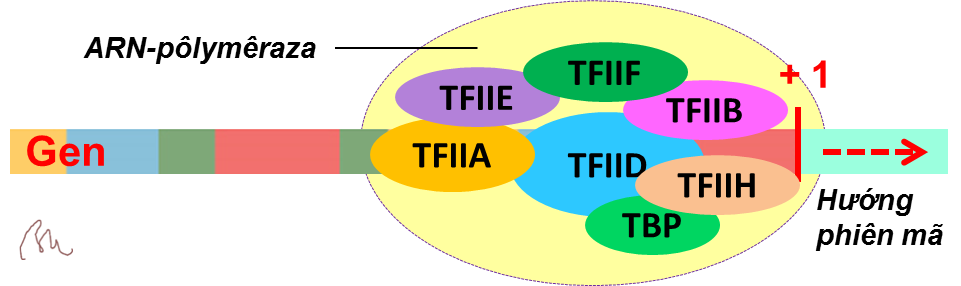
(Hình 1): PIC ở trong khe hở của Pol II, tương tác với nó, giúp nó vào giai đoạn khởi đầu phiên mã.